# Трочаны
Трочаны (словац. Tročany) — село и одноимённая община в районе Бардеёв Прешовского края Словакии. В письменных источниках начинает упоминаться с 1270 года.

## География
Село расположено в центральной части края, на южных склонах Низких Бескид, при автодороге 3496. Абсолютная высота — 350 метров над уровнем моря. Площадь муниципалитета составляет 8,47 км².

## Население
| Год:                | 1994 | 2004    | 2014    | 2024    |
| ------------------- | ---- | ------- | ------- | ------- |
| Количество человек: | 301  | 318     | 301     | 292     |
| Разница:            |      | +5,64 % | −5,34 % | −2,99 % |

По данным последней официальной переписи 2011 года, численность населения Трочан составляла 310 человек.